# Sol, Sommer og Studiner
|  | Denne artikel er oprettet af botten PalnaBot ud fra en ekstern database. Den kan derfor have sproglige fejl eller mangler. Denne skabelon kan fjernes efter kontrol af indholdet. |

Sol, Sommer og Studiner er en film instrueret af Lau Lauritzen Sr. efter manuskript af Torben Krogh.

## Handling
Grosserer Kruse bor på sit hyggelige landsted med sin datter Alice, der er oppe til studentereksamen, men alligevel har tid til at flirte med Søren Hammer, som spiller tennis på en bane lige op til grossererens have. Faderen afbryder dog hurtigt det lille kærlighedsforehavende. Samtidig med, at dette foregår, har de to associerede vagabonder Fyrtårnet og Bivognen lejet sig ind for sommeren ved kysten. Det vil sige, at de har taget ophold i et par tomme tønder og befinder sig nu i grossererens have. De får den idé at sælge grossereren fire af hans egne krus under påskud af, at de er af et sjældent serbisk kongemords-jubilæumssæt. Senere bliver Fy og Bi afsløret og undslipper kun politiet med nød og næppe.

## Medvirkende
- Carl Schenstrøm som Fyrtårnet
- Harald Madsen som Bivognen
- Oscar Stribolt som Grosserer Kruse
- Ruth Komdrup som Alice, grossererens datter
- Petrine Sonne som Trine, grosserens husbestyrerinde
- Hans Egede Budtz som Søren Hammer
- Holger Reenberg
- Eli Lehmann
- Inger Schmidt
- Nicolai Brechling
- Erling Schroeder
- Edouard Mielche
- Arthur Jensen
- Maria Garland
- Jessie Rindom
- Katy Valentin
- Lauritz Olsen
- Henry Nielsen
- Poul Juhl